# Edward Gibson, 4. Baron Ashbourne
Edward Barry Greynville Gibson, 4. Baron Ashbourne (* 28. Januar 1933 auf Malta; † 6. Oktober 2020) war ein britischer Peer, Marineoffizier und Politiker (Conservative Party).

## Leben und Karriere
Gibson wurde als Sohn von Vizeadmiral Edward Gibson, 3. Baron Ashbourne und dessen Ehefrau Rita Frances Manning Hazeland (1903–1996) geboren. Er besuchte die Rugby School in Rugby in der Grafschaft Warwickshire. Er trat 1951 in die Royal Navy ein und wurde 1952 Midshipman. 1953 stieg er zum Sub-Lieutenant auf. 1955 wurde er zum Lieutenant befördert. Gibson spezialisierte sich auf Torpedo- und Marinekriegsführung. Er stieg 1963 zum Lieutenant Commander auf. Von 1963 bis 1964 kommandierte er die HMS Crofton, ein Minensuchboot, sowie 1966 die HMS Phoebe.
1967 war Gibson Staff Commander der Seestreitkräfte im Persischen Golf. Er verließ 1972 die Royal Navy. Von 1972 bis 1973 und erneut von 1976 bis 1979 war er als Börsenmakler bei der Firma Kitcat & Aitken tätig. Dazwischen arbeitete er von 1973 bis 1976 bei Vickers da Costa als Börsenmakler. Von 1979 bis 1981 war er für die Save and Prosper Group tätig, sowie von 1981 bis 1988 beim GT Management. Von 1989 bis 1993 war er „Director of Naval Operations and Trade“ im Britischen Verteidigungsministerium (Ministry of Defence).

## Mitgliedschaft im House of Lords
Nach dem Tod seines Vaters im September 1983 erbte er dessen Titel als 4. Baron Ashbourne und den damals damit verbundenen Sitz im House of Lords. Seine Antrittsrede hielt er am 2. April 1984.
In den 1980er Jahren sprach er unter anderem zum Warnock-Report, zur Dockyard Services Bill, zu Sonntagsverkäufen und zur Armee. Er sprach in den 1990er Jahren mehrfach zur Human Fertilisation and Embryology Bill, zur Golfregion, zur Bildungspolitik und Medizinethik.
Seine Mitgliedschaft endete durch den House of Lords Act 1999. Für einen der verbleibenden Sitze war er zwar zur Wahl angetreten, belegte aber nur den 82. Platz seiner Partei, für die 42 Sitze vergeben wurden. Er war im Register of Hereditary Peers verzeichnet, die für eine Nachwahl zur Verfügung stehen.
Er gehört der Hereditary Peers Association nicht an.

## Familie
Gibson heiratete am 25. März 1967 Yvonne Geogina Ham, die Tochter von Major Gordon William Ham. Sie hatten drei gemeinsame Söhne.